# Ернест-Легуве (риф)

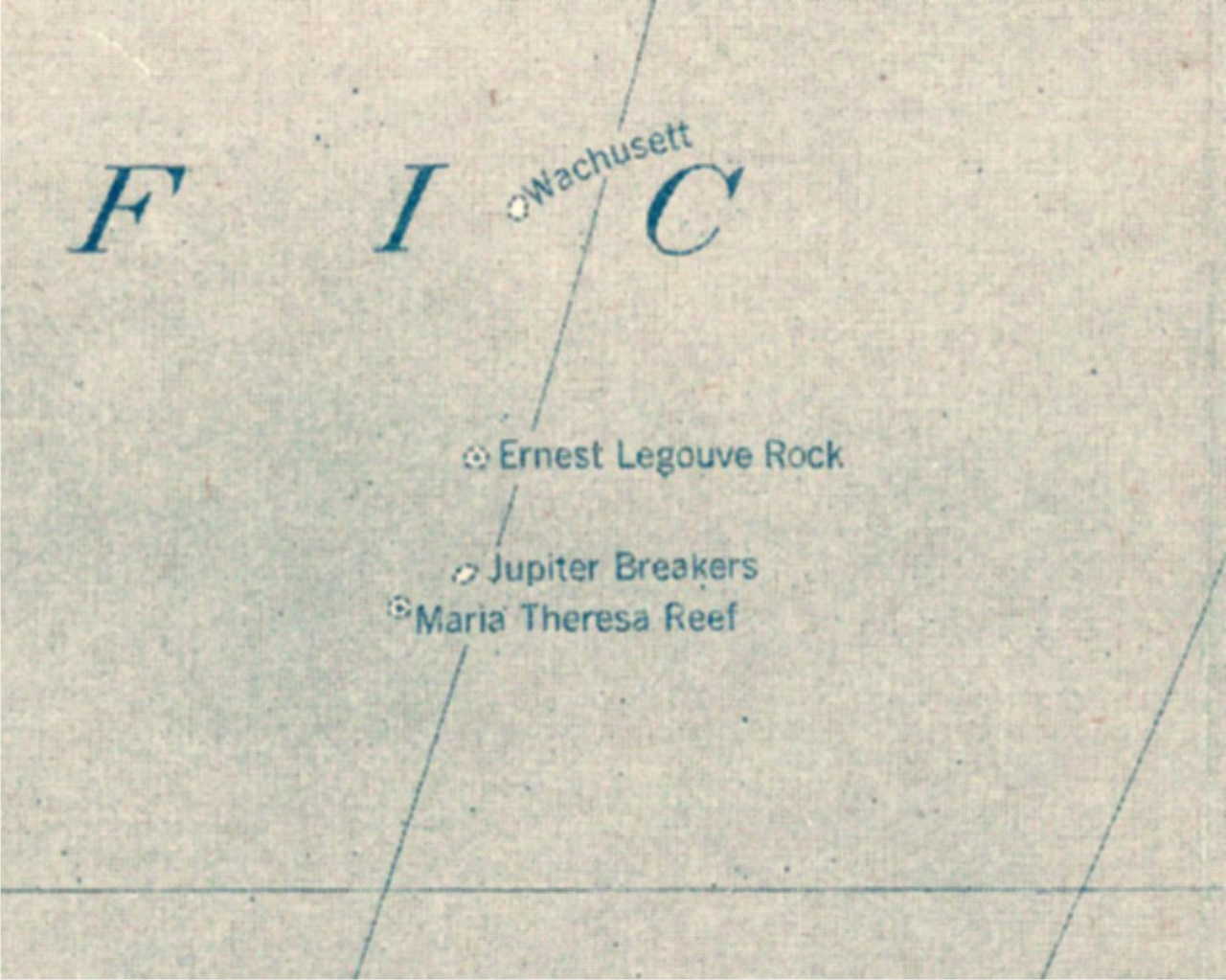
Риф на карті Тихого океану 1921 року.

Риф Ернест-Легуве — фантомний острів у південній частині Тихого океану на південь від Туамоту і на схід від Нової Зеландії. Перше повідомлення про нього надійшло в 1902 році від капітана французького корабля «Ернест-Легуве», ім’я якого історія не зберегла. Згідно з його повідомленням риф був приблизно 100 м завдовжки, і біля нього можна було бачити ще один риф. Його координати були визначені як 35°12′ пд. ш. 150°40′ зх. д. / 35.200° пд. ш. 150.667° зх. д..
Риф був включений до лоцій і протягом майже сторіччя зображався на морських картах. В 1982 і 1983 роках була зроблена спроба розшукати риф на місцевості, однак успіху не мала. Скоріше за все, риф не існує, однак його продовжують зображати на морських картах з міркувань безпеки, доти, поки його відсутність не буде безсумнівно доведена.